# 公主 (東亞)
公主，是東亞漢字文化圈中，中國、朝鮮及越南的女性爵位。公主在不同地區與朝代有不同意思，在中國古代通常是皇女位號，只有在部分特殊情況下，非皇女的皇室宗族女性才會破格晉封為公主；和親的女性通常會被封為公主，如唐代文成公主。唐代和亲公主的身份，除宗室女外，还有皇帝的外孫女、大臣之女等。在中國典籍中常將公主簡稱為主。公主下嫁稱「適」，迎娶公主則稱「尚」。公主通常有封号、封地（常稱作湯沐邑）。親公主也稱皇女。
由於中國、越南、朝鮮都以公主為皇女（或王女）的封號，因此公主一詞在漢語、越南語、韓語中代稱皇女或王女，日常用語中除非另有註明，否則公主都是指君主之女。
同屬漢字文化圈的日本和琉球並沒有使用公主封號。日本相應的封號為內親王，但「公主」一詞有時也用作內親王或皇女的唐風別稱或雅稱。如飛鳥時代的穴穗部間人皇女，在《中宮寺天壽國繡帳》被稱為「孔部間人公主」。平安時代曾任齋院的有智子內親王在《大東世語》一書中也被稱為「齋院公主」。而琉球國作為中國的藩屬國，王女的封號為次一級的翁主，並不使用公主封號。

## 中國

### 先秦时期和秦朝
黃帝時代至商朝為止，有關於君王女兒的封號及制度皆不明。周朝時期，男子稱氏，女子稱姓，周王室為姬姓，因此周天子之女被稱作王姬，但這不是正式的封號，僅是稱謂，因為其他和周室同姓的諸侯國，亦稱女子為某姬。
周天子將女儿下嫁諸侯之時並不親自主持婚禮，而是叫同姓的諸侯負責主持婚禮。王姬的婚禮由姬姓諸侯中的公、侯，如魯、晉等國國君主持婚儀；《公羊传》記載“天子嫁女於诸侯，必使諸侯同姓者主之”，此乃後世公主的詞源。之後東周戰國時期，諸侯紛紛稱王，其女亦稱公主（亦稱君主），但周天子之女仍稱王姬。秦滅周後，王姬之名遂廢。
秦國延續周朝傳統風俗，女子皆稱姓；而由於秦國公室為嬴姓，因此秦國王族女子稱為「某嬴」，如懷嬴、文嬴等等。秦始皇統一六國建秦朝後，對於君王之女的稱呼或封號不詳，但北宋司馬光所編寫的《資治通鑑》中，稱秦始皇之女為公主。

### 两汉和新朝
西汉初期，皇女和宗女的册封、晋封、待遇逐渐形成制度，皇女稱公主，諸王之女稱翁主（或稱「王主」）。同时，由于史料的缺乏，对公主的境遇很难有全面的了解。西汉开国皇帝刘邦和皇后吕雉的女儿被称为鲁元公主。“鲁元”二字做何解，未有定论。湖北省江陵县張家山漢簡《二年律令》中《秩律》有「李公主申徒公主荣公主傅主家丞秩各三百石」的记载，整理小组认为是「李公主申徒公主荣公主傅【公】主」（李公主、申屠公主、荣公主、傅公主）。有认为她们分别是李姓、申屠姓、荣姓、傅姓的刘邦或汉惠帝刘盈妾室所生的女儿。这是以“从母姓”的方式，对公主进行区分。但此时，如何册封公主，仍不可知。公主的食邑又称汤沐邑。鲁元公主的食邑有数城，她的异母长兄齐王劉肥的封地则有七十余城，两者相距甚远。
到了汉文帝时，史书对皇女有更多的记载，亦可知此后对公主的册封已较为规范。从汉文帝嫡長女刘嫖起，公主的封号通常是“某某公主”，“某某”即“某某县”，可能是她们食邑所在的县，这体现了正式的册封程序。以劉嫖為例，她的封号是馆陶公主，馆陶即馆陶县。漢文帝时，劉嫖為公主。在其弟汉景帝登基後，則为長公主。到了她的侄子汉武帝時，又晉大長公主。但由於史料缺乏，僅知諸公主中有尊寵者，可加號為長公主（簡稱長主）或大長公主（簡稱大主），是否形成定制則不得而知。此時，公主的丈夫大多是列侯，因此公主會随丈夫的封号改称。如漢景帝女兒陽信公主，在下嫁平陽侯曹時後又稱平陽公主。同时，由于公主非世袭的爵位，因此会有相同封号的公主。如两位不同时代的馆陶公主——劉嫖和劉施。有时，她们的封号也会与列侯重复，如陽信公主和阳信侯刘中意。
王莽建新朝後，廢公主位號，改皇女封號為室主，並封嫡長女孝平皇后為黃皇室主，但王莽另兩女王曄、王捷，則依序被封為「睦脩任」、「睦逮任」。
東漢以後，翁主一號不復見。東漢皇女以縣名為封號，稱縣公主，簡稱縣主，儀服同列侯，諸王之女以鄉、亭之名為封號，稱鄉公主或亭公主，簡稱鄉主、亭主。此外，和西漢相同，諸公主中有尊寵者，可加號為長公主，儀服相當於各劉姓藩王，高於縣公主，多封於皇帝的姐妹。

### 魏晉南北朝

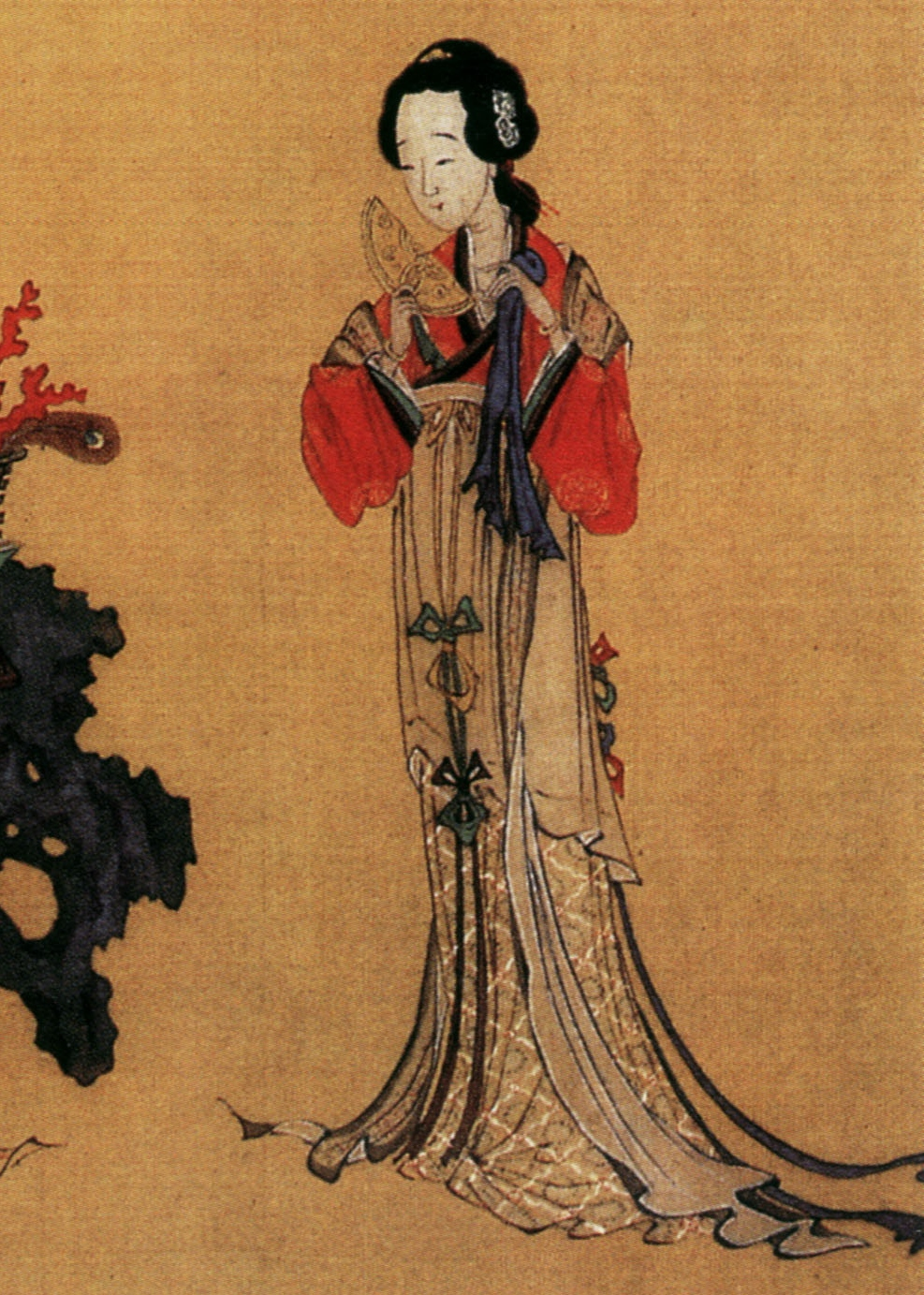
明代仇英《千秋絕豔圖》中的陳朝乐昌公主

三國時期，由於《三國志》僅有人物紀傳而無志書、體制等記載，史料缺損嚴重，未能確定各國體制。曹魏大致沿用東漢儀制，如有平原懿公主、德陽鄉主、升遷亭公主等等，并封汉献帝女刘曼为安乐郡公主（未详是否魏文帝外甥女）。東吳公主則冠以夫姓稱呼，如吳大帝孫權的長女孫魯班、三女孫魯育分別冠以夫姓全姓和朱姓，分別稱為「全公主」和「朱公主」。但三國的皇女或皇姊妹未必全部皆封公主，如魏文帝曹丕三位曾為汉献帝劉協后妃的妹妹曹憲、曹節、曹華，在曹丕稱帝、劉協降為山陽公後，只封為山陽公夫人。孫權兩位姊姊以及妹妹孫夫人皆沒有被封為公主的紀錄。蜀漢昭烈帝劉備的女兒亦不知有否封公主。
晉朝時，帝女仍稱公主，但改以郡名為封號，稱郡公主，簡稱郡主；諸王之女封縣主，此時縣主已成定稱，不得再稱縣公主。
南北朝時仍以公主為皇女位號，但亦有非皇女封公主者。如元魏就有多位宗室女封公主，如琅邪公主、兰陵公主、河南公主。南梁、隋朝皇子藩王之女也封公主。陳朝亦有宗室女封公主，如信義公主。北周宗室的外姓养女也可以封公主。公主以郡名或縣名為封號。

### 唐朝

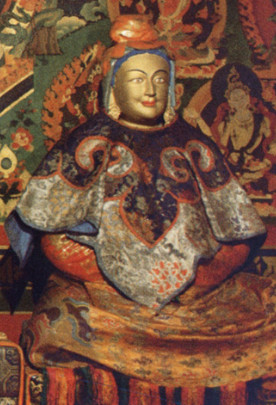
唐朝文成公主塑像

唐朝制度，帝姑母為大長公主、帝姊妹為長公主、帝女為公主，皇太子之女封郡主，親王女封縣主，郡王女封鄉主，宗室女封亭主，但此時郡主、鄉主等號，皆已定名，不得再稱郡公主、縣公主、亭公主、鄉公主。
除皇女外，還有一些非皇女甚至非皇室的外姓和親公主封公主，如宗室女文成公主。

### 宋朝
宋朝制度，姑祖母為兩國大長公主、帝姑母為大長公主、帝姐妹為長公主、帝女為公主。除帝姑母外，皆以美名二字為封號，婚後改以國名為封號。
北宋宋徽宗於政和三年（1113年），應大臣蔡京之奏，仿周朝制度改皇女號為帝姬，同時將封號從國名改為喻意吉祥的嘉名，如柔福帝姬。同時改郡主為宗姬、縣主為族姬、郡君改封淑人、碩人、令人、恭人，縣君改封室人、安人、孺人，後室人又改宜人。但皆不另起封號。北宋亡後，帝姬、宗姬、族姬等號遂廢，但淑人等七號至後世仍存，成為官員妻子的封號。

### 遼金元
辽朝皇女封號不定，可以是公主、郡主、縣主。
金朝皇女為縣公主，並以縣名為封號，如東漢故事。親王女為縣主，但不得稱縣公主。
元朝時期，皇女、諸王之女皆稱公主。

### 明朝
明朝制度，皇姑母為大長公主、皇姊妹為長公主、皇女為公主，皆授以金印寶冊。夫婿稱駙馬都尉、賜誥命。禮儀、冠服、車駕儀仗與親王妃、親王世子妃相同。
親王女為郡主。郡王女則為縣主。郡主、縣主夫婿稱儀賓。

### 清朝
後金時期，朝儀粗備，皇女與宗女皆稱為格格。自清太宗一朝開始，以公主為皇女封號。清朝初期仍有部分生母地位較低的皇女被封為縣君、鄉君，甚至有皇女直到死去未曾得任何封號，是制度不嚴謹的結果。清世祖入關後，於順治十七年（1660年）制訂皇女、宗女封號如下：
- 皇帝嫡女為固倫公主、庶女為和碩公主。親王嫡女為郡主、庶女為郡君。世子、郡王嫡女為縣主、庶女為縣君[21]。

## 朝鮮

### 三國

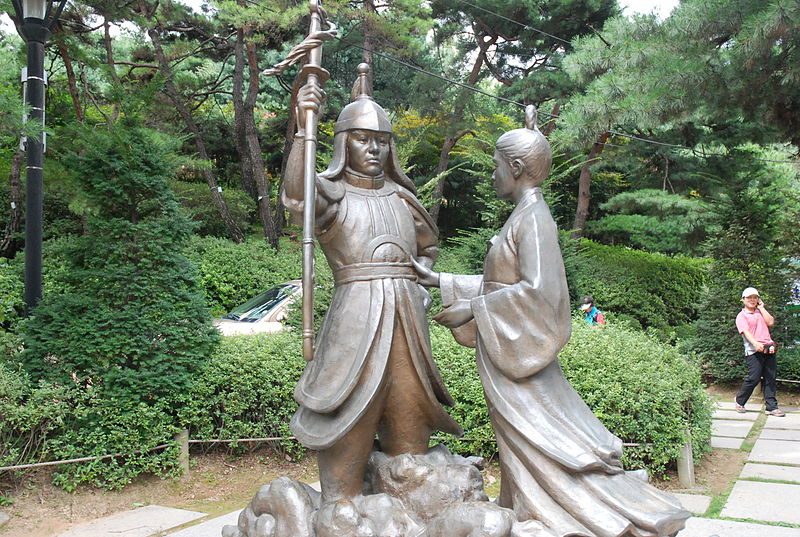
高句麗平原王之女平岡公主（右）與其夫温达雕像

朝鮮三國時代的高句麗、百濟、新羅一般只有國王之女或姊妹封為公主（공주），如高句麗平原王之女平岡公主、新羅真平王之女善花公主、百濟聖王之女妹兄公主等等。但新羅王女、王姊妹亦有封宮主（궁주）、宅主（택주）、殿主（전주），已婚王女不論是否封公主皆可稱夫人。

### 樂浪
樂浪國時代一般只有國王之女封為公主，如樂浪王崔理之女樂浪公主等等。

### 渤海
渤海國時代一般只有國王之女封為公主，如文王大欽茂之女貞孝公主、貞惠公主等等。

### 高麗
高麗時期，只有國王之女可封公主，如高麗太祖之女安貞淑儀公主、樂浪公主、宣宗之女延和公主、高麗神宗之女孝懷公主等，但亦有封宮主、宅主、翁主（옹주）、殿主、宮夫人、院夫人、君夫人等，由於史料不足，諸號間的等級差異或受封資格不明。

### 朝鮮王朝
朝鮮王朝制度規定只有國王嫡女可封公主，如中宗之女孝惠公主、宣祖之女貞明公主等。庶女只可封為翁主。王世子嫡女封郡主（군주，正二品）、庶女為縣主（현주，從二品）。唯一一位非王女封公主者是和親後金、嫁給多爾袞的宗室女義順公主。

## 越南

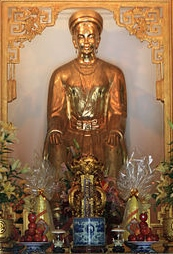
越南陳朝的玄珍公主

越南使用公主封號的最早記載是丁朝，開國君主丁部領的一位女兒封為明珠公主。李朝沿用，但亦有封大臣之女為公主，大臣胡興逸之女就被封為月端公主。後來的陳朝、後陳朝、後黎朝等朝代皆有封宗室女為公主。
鄭阮紛爭時，阮主之女稱公女；鄭主之女封郡主，但後期有幾位王女封公主。阮朝建立後，公主位號才只有皇女可受封。

## 封号、待遇
公主的封号通常有三种：
- 以国名：如宁国公主，霍国公主、岐国公主、陈国公主等。
- 以郡名：称某某郡公主，如新城公主、长乐公主、平原公主、平阳公主等。但此处的郡公主仍是公主，與後世的“郡主”不同。
- 以美名：以各种褒义词命名，如文成公主、安乐公主、太平公主、宁定公主等。

公主的封号并不是固定的，如升平公主就被封为齐国公主。
公主雖然是最高的非皇室配偶女性爵位，但由於東亞傳統上重男轻女，公主實際上無論食邑還是爵祿往往遠低於國內儲君以下最高的男性爵位，如中國、越南的親王，高麗的王子君、朝鮮王朝的大君等。

## 婚姻
在東亞传统一夫一妻多妾的婚姻制度下，公主因身分尊贵，通常是嫡妻。通常情况下，如公主未来的丈夫為本國臣民且已有妻子，对于其妻子的处置，一是离婚（王献之妻郗道茂）、二是把元配降為妾室，更为极端的是将妻子处死（如武攸暨妻）。同时婚后，丈夫仍保有纳妾的权利。
在戰亂頻仍或政權交替的時代，有些亡国或戰亂中流落民間的公主被納为妾。北魏河陰之變後，父親及祖父被殺的宗室女元玉儀淪為孫騰家妓，後被權臣高澄納為妾，雖然她在北魏分裂為東魏和西魏後獲東魏孝靜帝封為琅邪公主，但仍然維持妾室地位，即使後來高澄被追尊為文襄皇帝，她也沒有被追封為皇后。隋灭南陈，后主陈叔宝妹寧遠公主及臨川公主沒入隋朝掖庭，後被隋文帝納為妾，分別封宣華夫人及弘政夫人。隋炀帝有兩名妾室皆為陳後主之女，其中一人曾封廣德公主。唐太宗纳隋炀帝女为妃。
有些公主因與外國通婚，嫁給外國君主時未必為正室，例如不少和親公主只成為外國君主的妃嬪。而朝鮮在朝鮮王朝之前歷代王室以及越南皇室皆容許同姓通婚，一些公主會嫁給宗室或本國君主，嫁給君主者未必成為皇后、王后或王妃，有些只封為妃嬪，如越南陳朝皇帝陳憲宗之宸妃陳氏為宗室女，封顯貞公主。
在中國，唐朝及之前公主拥有一定程度的婚姻自由。公主离婚或夫死再嫁是极为平常的事，皇帝并不阻止。公主甚至因为自己的身份而拥有一定特权。但到唐宣宗时，宣宗以诏书的形式规定公主和县主有子而寡，不得再嫁。五代十国时期，后梁太祖也曾下诏令守寡的女儿金華公主出家为尼。被认为是太祖为推恩公主夫家，令公主守住妇节。虽然至到南宋初年，寡妇再嫁依然很正常，但公主改嫁的极少。随着贞操观念日渐严格，明朝和清朝入关后亦无公主改嫁的记录。
公主之夫本無固定爵位，稱為主婿，君主之女出身的公主之夫又稱國婿，其中皇女出身公主之夫又稱帝婿，王女出身公主之夫則稱王婿。中國自西晋起以駙馬作為公主丈夫的專屬稱號。朝鮮半島自高麗王朝起亦把公主之夫稱駙馬。越南則最遲在陳朝起以駙馬為公主之夫的稱號。